# 岩手県道176号供養塚折居線
岩手県道176号供養塚折居線（いわてけんどう176ごう くようづかおりいせん）は、奥州市胆沢区若柳から奥州市前沢区古城に至る、かつて存在した岩手県の一般県道である。本稿では廃止時点の路線状況を記述している。

## 概要

### 路線データ
- 実延長： 8,793.2m[1]
- 起点：奥州市胆沢区若柳[1]（国道397号交点）
- 終点：奥州市前沢区古城[1]（国道4号・県道175号交点）

## 歴史
- 1976年（昭和51年）10月1日 - 県道に認定される[1]。
- 2016年（平成28年）3月31日 - 廃止[2]され、県道302号の認定と引替えに市道に移管される[3]。

## 路線状況

### 重複区間
- 奥州市胆沢区小山字舘〜奥州市胆沢区小山字峠：岩手県道236号衣川水沢線

## 地理

### 通過する市町村
- 奥州市

### 接続する道路
- 国道397号（奥州市胆沢区若柳字相馬檀）
- 岩手県道236号衣川水沢線・衣川方面（奥州市胆沢区小山字舘）
- 岩手県道236号衣川水沢線・水沢方面（奥州市胆沢区小山字峠）
- 国道4号・岩手県道175号陸中折居停車場線（奥州市前沢区古城字北町）